# Malters
Malters ist eine politische Gemeinde im Wahlkreis Luzern-Land des Kantons Luzern in der Schweiz.

## Geographie
Malters liegt 10 km westlich der Stadt Luzern. Von der Kleinen Emme führt die Gemeindegrenze dem Ränggbach entlang bis Ränggloch. Dort schwenkt sie nach Westen – dem stark bewaldeten Nordhang des Blatterbergs entlang. Die grössten Waldgebiete an diesem Nordhang sind der Blatterwald, Sitewald, Gspanwald und weiter westlich der Vogelwald. Bis zum Rümlig verläuft die Gemeindegrenze dann in südwestlicher Richtung. Sie folgt dann nordwärts bis zur Einmündung des Rümlig in die Kleine Emme dessen Bachlauf. Sie geht in der Kleinen Emme kurz westwärts, ehe sie bei Muffehus den Flusslauf verlässt und nach kurzem Norddrall entlang des Hinder Ämmebergs nach Osten abbiegt. Bei der Holzhubelhöhe (763 m ü. M.) dreht sie bis zum Hellbühler Rotbach in nördliche Richtung ab. Nach kurzem Grenzverlauf entlang dieses Gewässers geht’s südostwärts bis zum Thorenbergkanal westlich des Elektrizitätswerks Thorenberg. Danach noch zur Kleinen Emme im Südwesten und in dieser westwärts zurück bis zur Einmündung des Ränggbachs in die Kleine Emme.
Das Dorf Malters liegt südlich der Kleinen Emme an der Strasse Luzern-Wolhusen und ist mit den früheren Weilern Feld und Schachen zusammengewachsen. Der Ortsteil Blatten (479 m ü. M.) liegt 3 km östlich des Dorfs. Noch weiter östlich liegt der Weiler Rengg (4,2 km; 539 m ü. M.).
Im Westen des Dorfs, an der Strasse nach Wolhusen, finden sich die Weiler Ettisbühl (1,5 km; 507 m ü. M.; durchflossen vom Chesselbach), Ennigen (2,3 km; 513 m ü. M.) mit Kapelle und direkt östlich des Rümligbachs Zihl (3 km vom Dorf entfernt; 520 m ü. M.).
Ein nicht unbedeutender Teil des Gemeindegebiets liegt nördlich der Kleinen Emme. Für kurze Zeit (1798–1803) bildete dieses die selbständige Gemeinde Brunau. Es besteht aus Dutzenden von Weilern, Häusergruppen und Einzelhöfen. Bis auf den grossen Buggeringerwald und die kleineren Waldstücke Gischwald und Brüschwald ist die Gegend gerodet worden. Die drei grössten Siedlungen sind Zinggen (2,7 km nordnordöstlich des Dorfs; 654 m ü. M.), Buggenringen (3,7 km nordöstlich; 562 m ü. M.) und Brunauerhof (2,3 km nordöstlich; 478 m ü. M.).
Vom Gemeindeareal werden 61,7 % landwirtschaftlich genutzt. Rund ein Viertel (24,7 %) ist von Wald bedeckt, und 11,7 % sind Siedlungsfläche (Stand 2015/16).
Malters grenzt an Entlebuch, Kriens, Luzern, Neuenkirch, Ruswil, Schwarzenberg und Werthenstein.

## Bevölkerung
Zwischen 1798 und 1850 stieg die Bevölkerung sehr stark an (+ 72,5 %). Malters war 1850 nach der Stadt Luzern und Ruswil die drittgrösste Gemeinde des Kantons Luzern. Im Gefolge der allgemeinen Landflucht aufgrund der Industrialisierung in der zweiten Hälfte des 19. Jahrhunderts verlor Malters bis 1888 einen bedeutenden Teil seiner Einwohner (1850–1888: − 16,6 %). Bis 1970 folgte dann ein Anstieg der Einwohnerzahlen mit mehreren starken Wachstumsphasen zwischen 1888 und 1910, den 1920er-Jahren sowie 1950 bis 1970 (1888–1970: + 73,5 %). In den 1970er-Jahren kam es zu einem Bevölkerungsrückgang. Seit 1980 wächst die Anzahl Bewohner ständig (1980–2016: + 45,1 %). Dieser Zuwachs beruht auf der Zugehörigkeit zur Region Luzern mit ihrem starken wirtschaftlichem Wachstum.
Quellen: 1798–1837: Helvetische und kantonale Volkszählungen; Bundesamt für Statistik; 1850 bis 2000 Volkszählungsergebnisse, 2010 ESPOP, seit 2011 STATPOP

### Sprachen
Die Bevölkerung benutzt als Alltagssprache eine hochalemannische Mundart. Bei der letzten Volkszählung im Jahr 2000 gaben 93,16 % Deutsch, 2,79 % Albanisch und 0,82 % Serbokroatisch als Hauptsprache an.

### Religionen – Konfessionen
Früher war die gesamte Einwohnerschaft Mitglied der römisch-katholischen Kirche. Durch Kirchenaustritte und Zuwanderung aus anderen Regionen der Schweiz und dem Ausland hat sich dies geändert. Im Jahr 2000 sah die Verteilung wie folgt aus: Es gab 75,91 % römisch-katholische und 9,53 % evangelisch-reformierte Christen. Daneben fand man 4,98 % Konfessionslose, 3,84 % Muslime und 1,01 % Angehörige anderer nichtchristlicher Bekenntnisse. Die Muslime waren zumeist Albaner aus dem Kosovo und Mazedonien sowie einige Bosniaken. Bei den Angehörigen anderer nichtchristlicher Bekenntnisse handelte es sich um Hindus tamilischer Herkunft.

### Herkunft – Nationalität
Ende 2022 zählte die Gemeinde 7691 Einwohner. Davon waren 6606 Schweizer Staatsangehörige und 1085 (= 14,1 %) Menschen anderer Staatsangehörigkeit. Die grössten Zuwanderergruppen kommen aus Deutschland (236 Menschen), Nordmazedonien (112), dem Kosovo (97), Italien (94), Portugal (86), Spanien (41), Sri Lanka (37), Serbien (35), der Türkei (24) und Eritrea (15). 214 Personen stammen aus den übrigen europäischen Ländern, 94 aus weiteren aussereuropäischen Ländern.

## Geschichte

Luftbild aus 400 m von Walter Mittelholzer (1922)

Malters wird geschichtlich erstmals um 840 in einer Urkunde des Benediktinerklosters im Hof in Luzern unter dem lateinischen Namen Maltrensi marcha (Mark Malters) erwähnt. In einer in der zweiten Hälfte des 8. Jahrhunderts verfassten Urkunde schenkten zwei Adlige ihre Güter in Malters dem Benediktinerkloster Luzern. Später – vor 1135 – ging es zusammen mit dem Kloster Luzern in den Besitz des Klosters Murbach im Elsass über. 1291 erwarben die Habsburger die Gemeinde und teilten sie dem Amt Rothenburg zu. Nach der Schlacht von Sempach verlor Habsburg die Kontrolle. Die Familien von Moos und später Mantzet herrschten über die Gemeinde. 1477 erwarb die Stadt Luzern den Ort. Zusammen mit Littau war Malters von 1481 bis 1798 eine Landvogtei. Seit 1803 gehört es zum Amt Luzern. Die Luzerner Regierungstruppen besiegten in der Nacht vom 30. auf den 31. März 1845 die fliehenden Truppen der Freischaren (siehe Gefecht bei Malters). Da das im Talboden gelegene Malters konservativ war und der obere Ortsteil liberal, wurde letzterer durch Parlamentsbeschluss zur selbständigen Gemeinde Schwarzenberg gemacht und von Malters getrennt. Der schweizerische Familienname Bucheli stammt ursprünglich aus Malters.

## Politik

### Gemeinderat
Der Gemeinderat Malters besteht aus fünf Mitgliedern und ist wie folgt aufgestellt (Amtsdauer 2024–2028):
- Sibylle Boos-Braun (FDP): Gemeindepräsidentin
- Marcel Lotter (Mitte): Gemeinderat Bau und Umwelt
- Claudio Spescha (Mitte): Gemeinderat Gesundheit und Soziales
- Martin Wicki (SVP): Gemeinderat Finanzen und Sicherheit
- Sara Fallegger (FDP): Gemeinderätin Bildung

### Kantonsratswahlen
Bei den Kantonsratswahlen 2023 des Kantons Luzern betrugen die Wähleranteile in Malters: Mitte (einschliesslich Junge Mitte) 26,52 %, SVP 25,24 %, FDP 20,02 %, SP 9,99 %, glp (mit JGLP) 9,66 %, Grüne (mit JG und GrüneUnt) 7,92 % und EVP 0,66 %.

### Nationalratswahlen
Bei den Schweizer Parlamentswahlen 2023 betrugen die Wähleranteile in Malters (in Klammer Veränderung in Prozentpunkten seit 2019): SVP 29,3 % (+ 1,8), Mitte 24,7 % (+1,4), FDP 18,9 % (+1,2), SP 10,4 % (- 0,4), glp 8,7 % (- 0,4), GPS 6,0 % (- 3,8), übrige 2,1 %.

## Verkehr

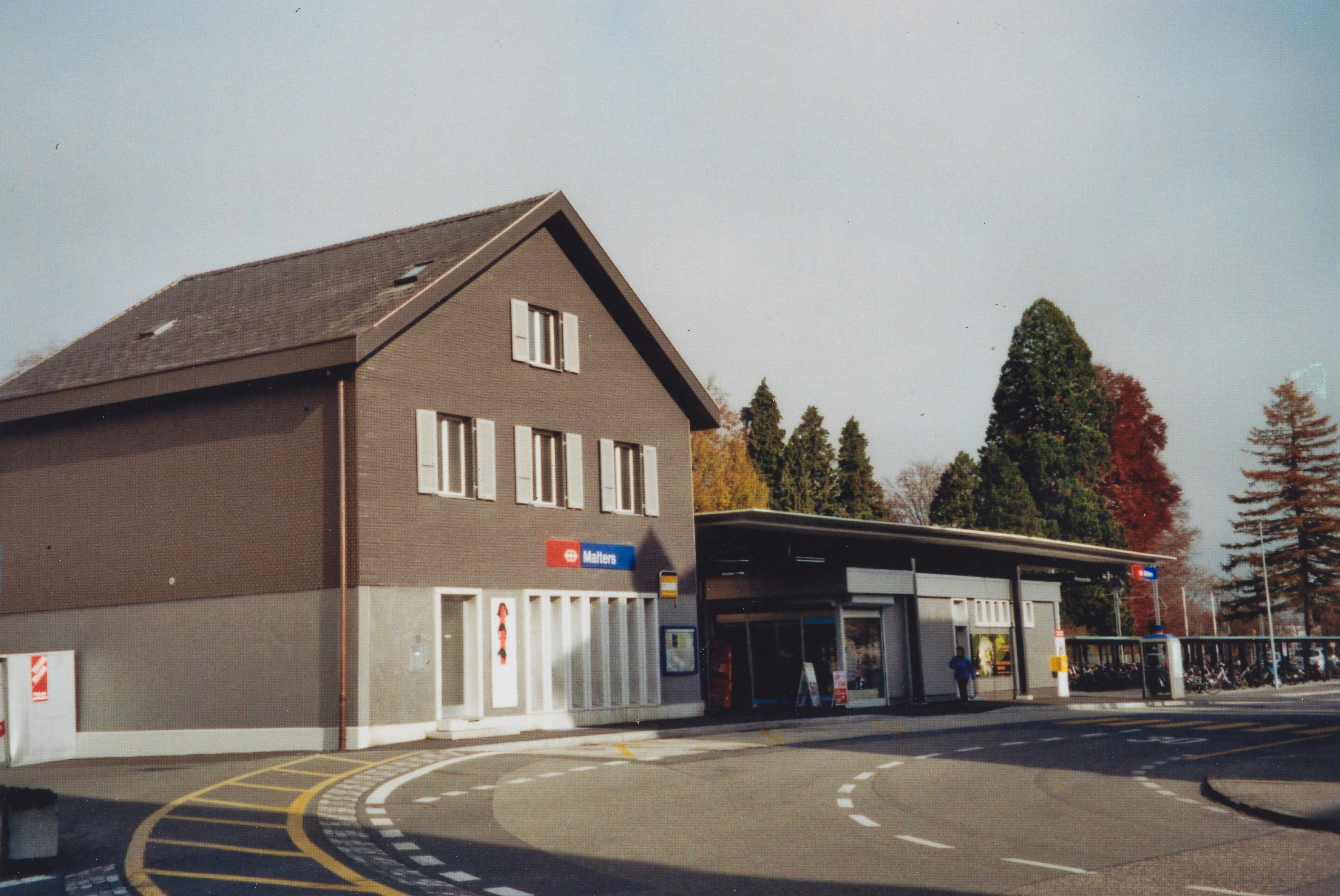
Bahnhofsgebäude, Strassenseite (2012)

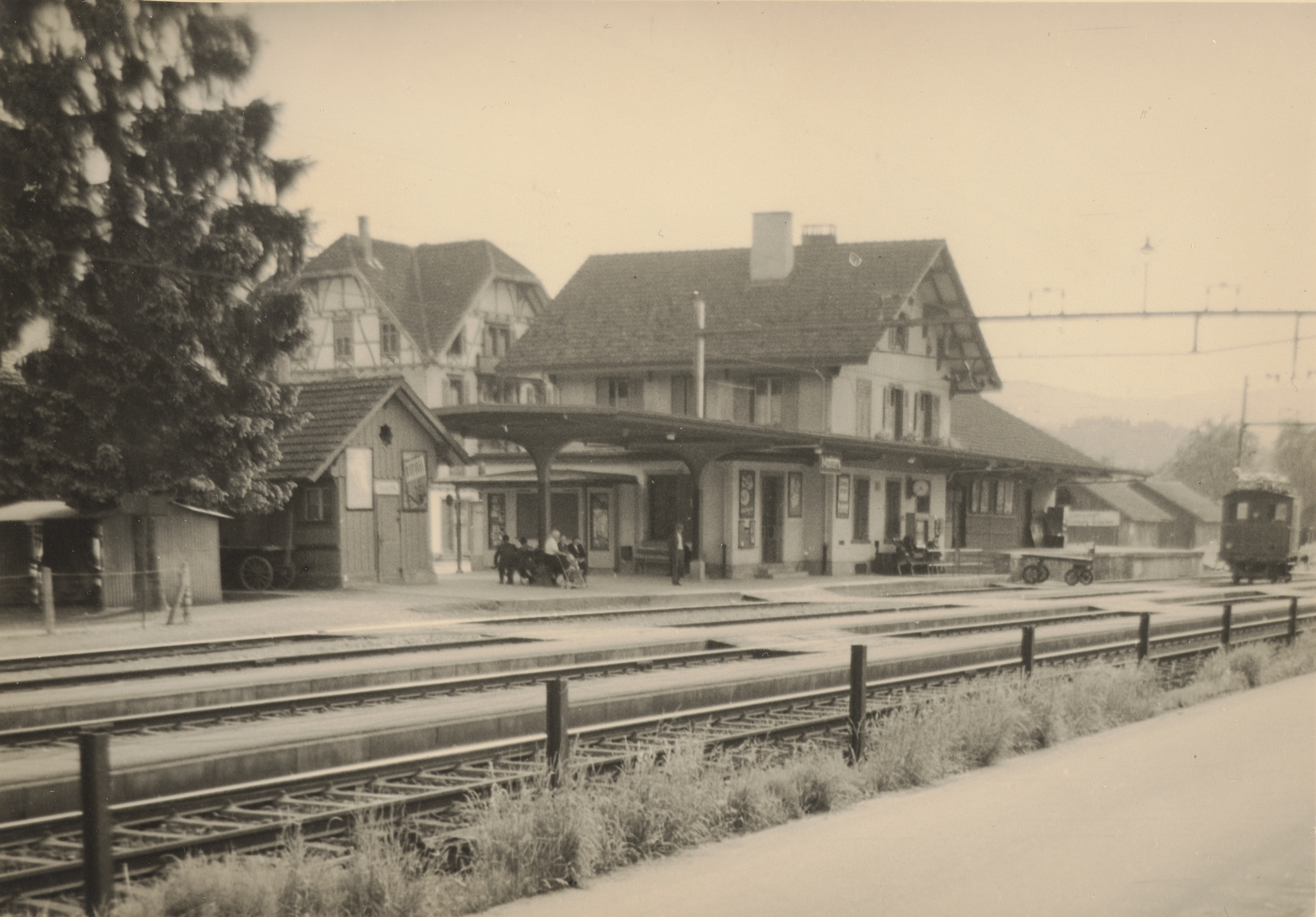
Bahnseite (s.d.)

Die Gemeinde liegt an der Strecke Luzern-Langnau i. E.-Bern und hat einen eigenen Bahnhof. Der Bahnhof Malters wird zu den Hauptverkehrszeiten alle 20 Minuten bedient, zu Randzeiten im Halbstundentakt. Der Bahnhof besteht aus einer zweigleisigen Anlage mit einem Mittelperron, das durch eine Unterführung zu erreichen ist. Im Bahnhofsgebäude sind ein Kiosk und ein Coiffeur untergebracht. Täglich steigen in Malters 1400 Personen ein und aus. 2005 wurde der Bahnschalter aufgehoben und der Bahnhof automatisiert. Seither wird er von Luzern aus ferngesteuert. Ab Herbst 2010 wurde der Bahnhof für 15 Millionen Franken saniert. Die Einweihung erfolgte am 17. November 2011, seither bietet der Bahnhof eine behindertengerechte Unterführung zum neu geschaffenen und teilweise überdachten Mittelperron mit Wartesaal.
Folgende Züge halten am Bahnhof Malters:
- RE 7 Luzern – Wolhusen – Bern/Langenthal als S7
- S 6 Luzern – Wolhusen – Langnau i. E./Langenthal
- S 77 Luzern – Willisau

Diese Busverbindungen bestehen in Malters:
| Linie         | Strecke                                      | Betrieben von  |
| ------------- | -------------------------------------------- | -------------- |
| Linie 211     | Malters–Schwarzenberg–Eigenthal              | PostAuto       |
| Linie 212     | Wolhusen Spital–Schachen–Malters             | Rottal Auto AG |
| Linie 214     | Malters–Blatten–Littau–Kriens                | PostAuto       |
| N5 Nachtstern | Luzern–Malters–Wolhusen–Schüpfheim–Schangnau | PostAuto/VBL   |

Malters liegt an der Hauptstrasse Luzern – Wolhusen (– Bern) und besitzt eine Einfahrt zur Autostrasse zwischen Littau und Werthenstein. Der nächste Autobahnanschluss in Emmen an der A2 ist 12 km entfernt.

## Persönlichkeiten

### Söhne und Töchter der Gemeinde
- Hugo Siegwart (* 25. April 1865; † 10. Juli 1938 in Luzern), Bildhauer und Medailleur
- Ignaz Burri (* 12. September 1872; † 13. März 1958 in Malters), Politiker
- Julius Voegtli (* 29. März 1879; † 21. November 1944 in Biel/Bienne), Maler
- Oskar Burri (* 16. Januar 1913; † 23. April 1985 in Zumikon), Architekt und Innenarchitekt
- Fabian Fuchs (* 1961), Radrennfahrer
- Silvana Bucher (* 3. Februar 1984), Skilangläuferin, Junioren-Weltmeisterin
- Ramona Bachmann (* 25. Dezember 1990), Fussballspielerin, Schweizer Nationalspielerin

### Weitere Persönlichkeiten in Verbindung mit Malters
- Ulrich Ochsenbein (* um 11. November 1811 in Schwarzenegg; † 3. November 1890 in Port), Schweizer Politiker und General; Freischärler-Anführer im Gefecht bei Malters
- Jakob Stämpfli (* 23. Februar 1820 im Janzenhaus bei Wengi; † 15. Mai 1879 in Bern), Jurist, Journalist, Politiker und Bundespräsident; Freischärler im Gefecht bei Malters
- Josef Leopold Brandstetter (* 2. April 1831 in Beromünster; † 15. April 1924 in Luzern), Arzt und Gelehrter; ordinierte in Malters
- Armin Meili (* 30. April 1892 in Luzern; † 21. Oktober 1981 in Zürich), Architekt und Politiker;  schuf die Siedlung Daheim in Malters
- Thomas Lötscher aka «Veri» (* 1960 im Entlebuch LU), Kabarettist; lebt in Malters
- Blanca Imboden (* 16. Dezember 1962 in Ibach SZ), Schweizer Schriftstellerin, lebt in Malters
- Miriam Wettstein (* in Basel), Sängerin (Mezzosopran); unterrichtet Sologesang an der Musikschule Malters

## Sehenswürdigkeiten
Im Ortsteil Blatten steht die Wallfahrtskirche St. Jost. Aus einer Kapelle (1391) entstand durch verschiedene An- und Ausbauten im Laufe der Zeit die heutige, vom Rokoko geprägte Kirche.
Von 1883 bis zur Vollendung des Berner Münsters 1893 besass Malters mit dem 97,6 m hohen Kirchturm der Pfarrkirche St. Martin das höchste Gebäude der Schweiz. Heute noch ist der Kirchturm der zweithöchste der Schweiz.

## Bilder

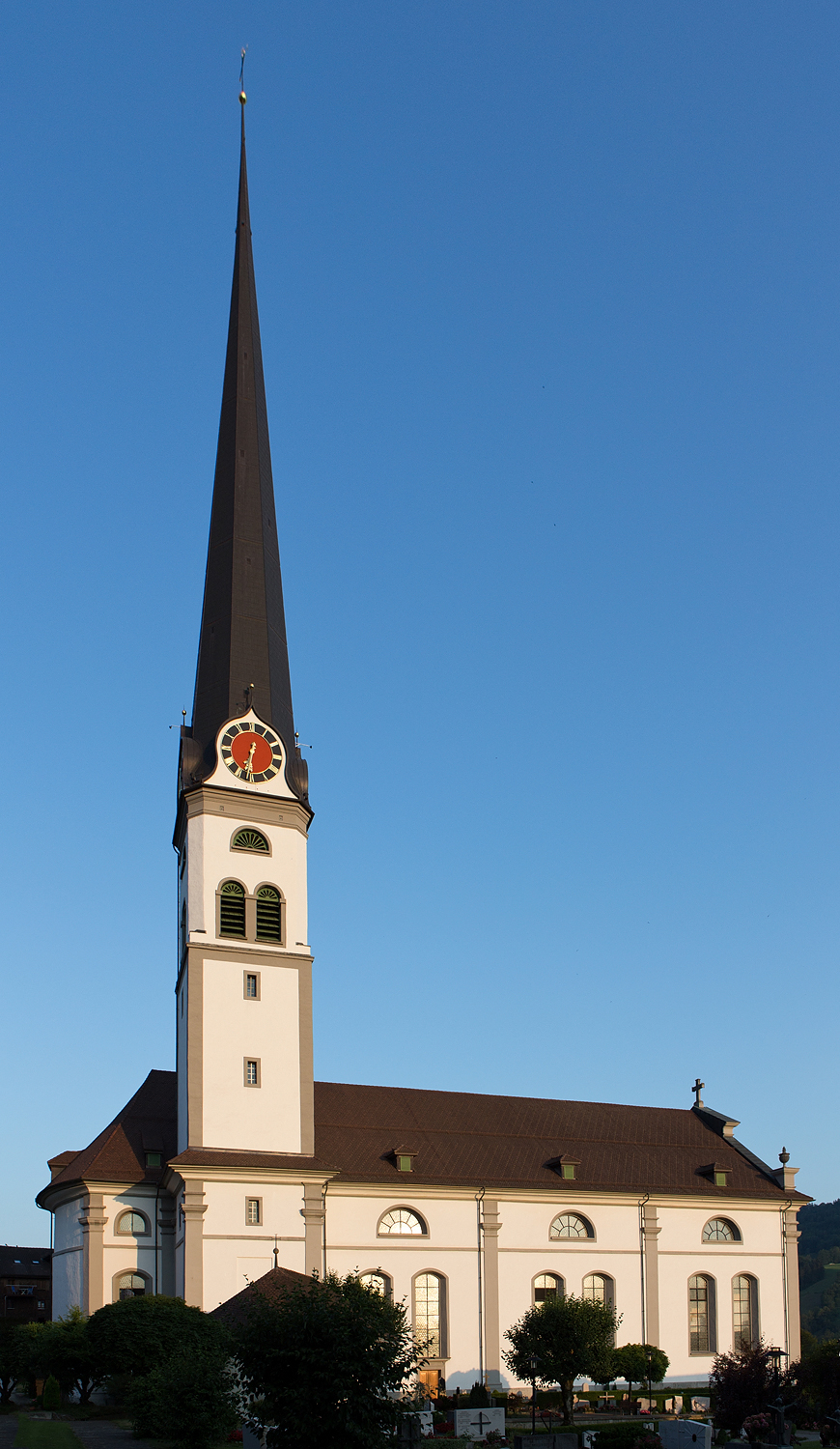
Pfarrkirche St. Martin
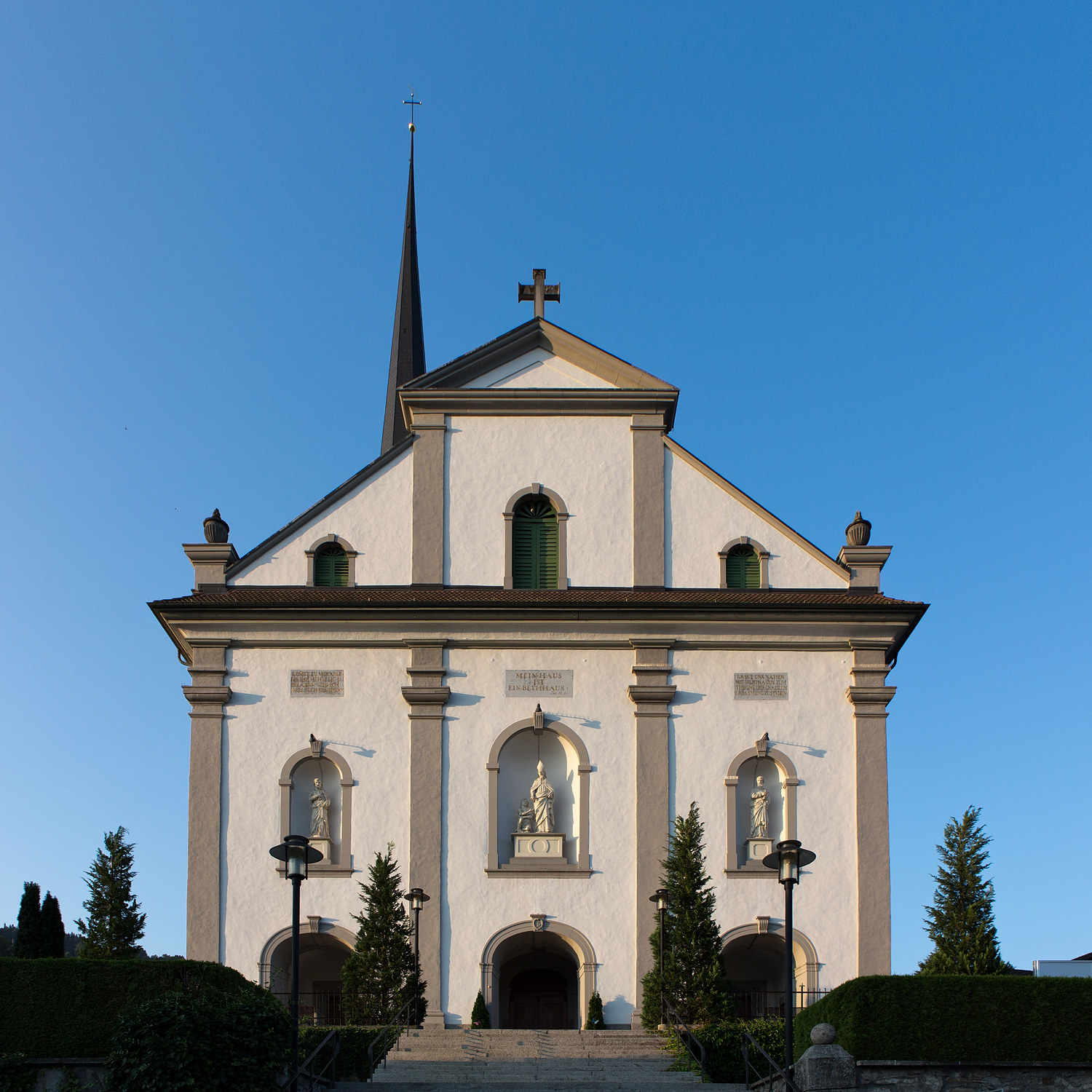
Pfarrkirche St. Martin
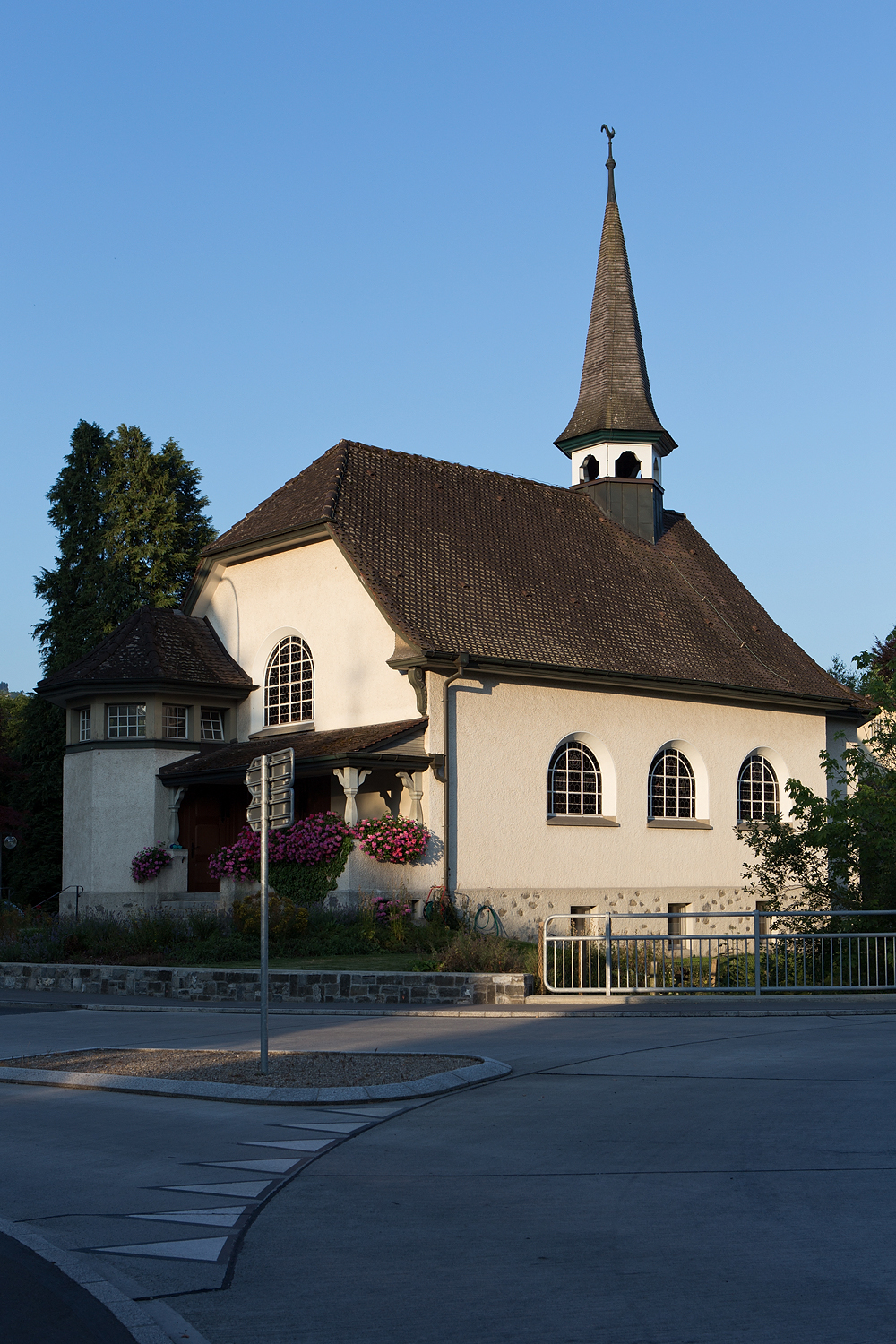
Reformierte Kirche
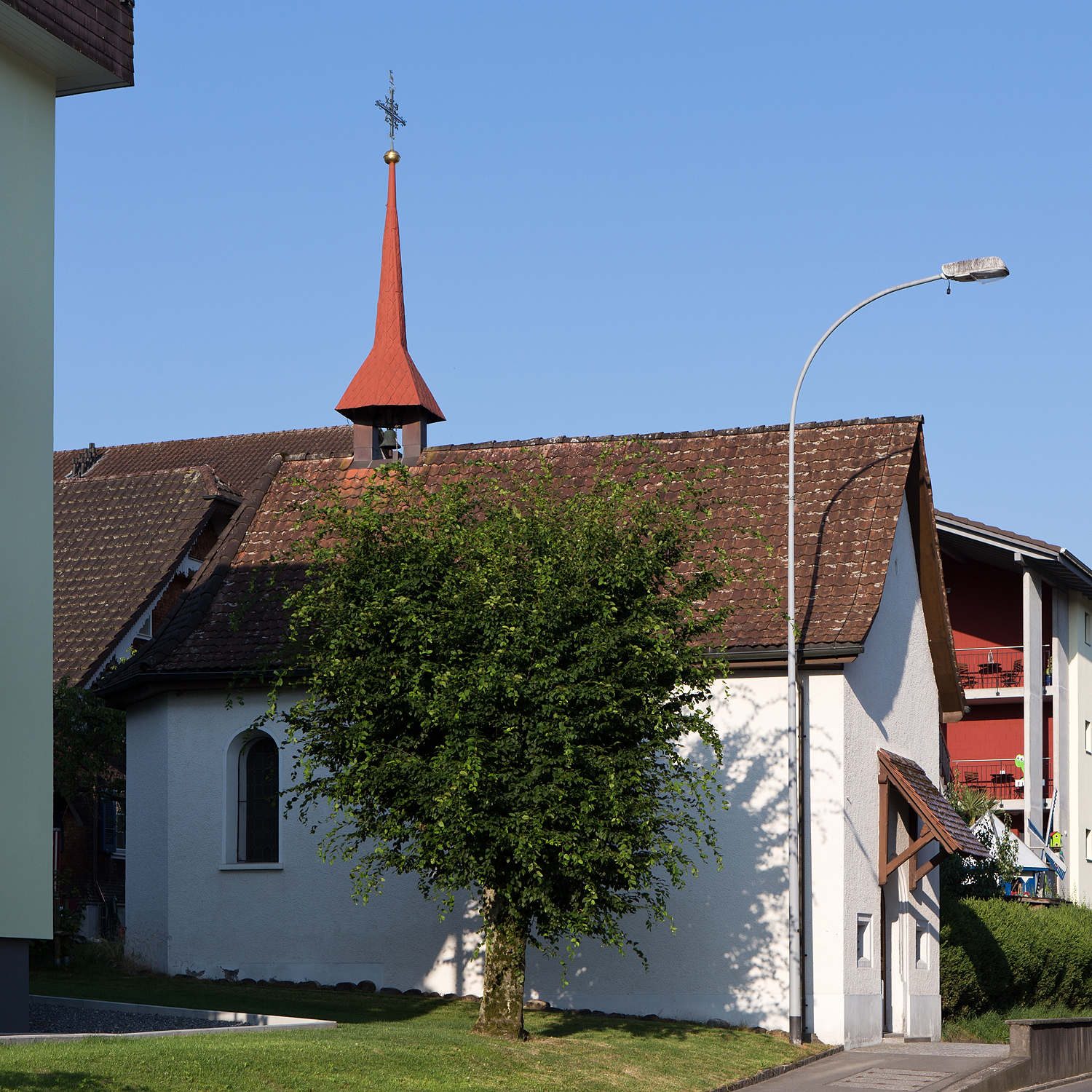
St.-Ida-Kapelle
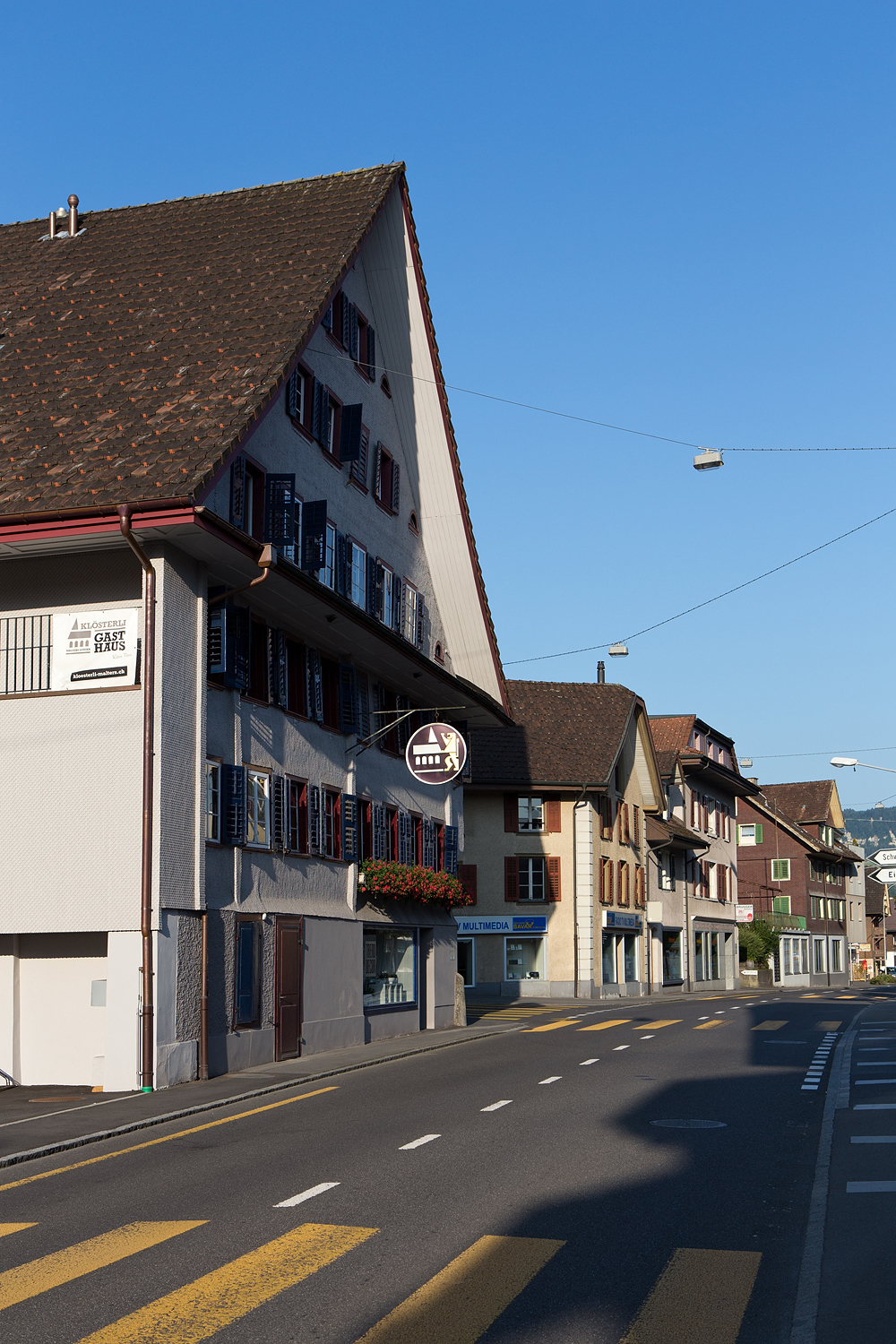
Luzernstrasse
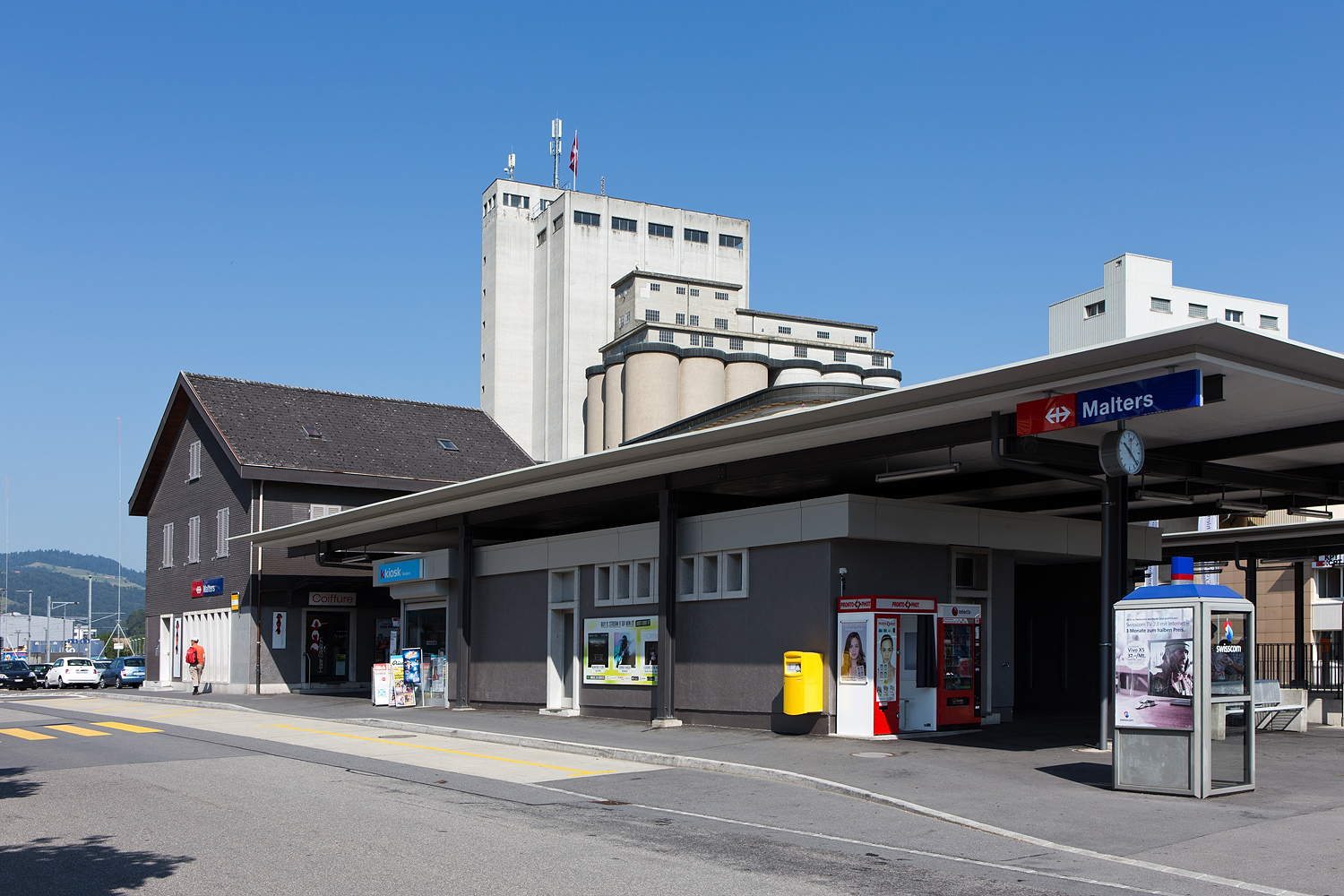
Bahnhof
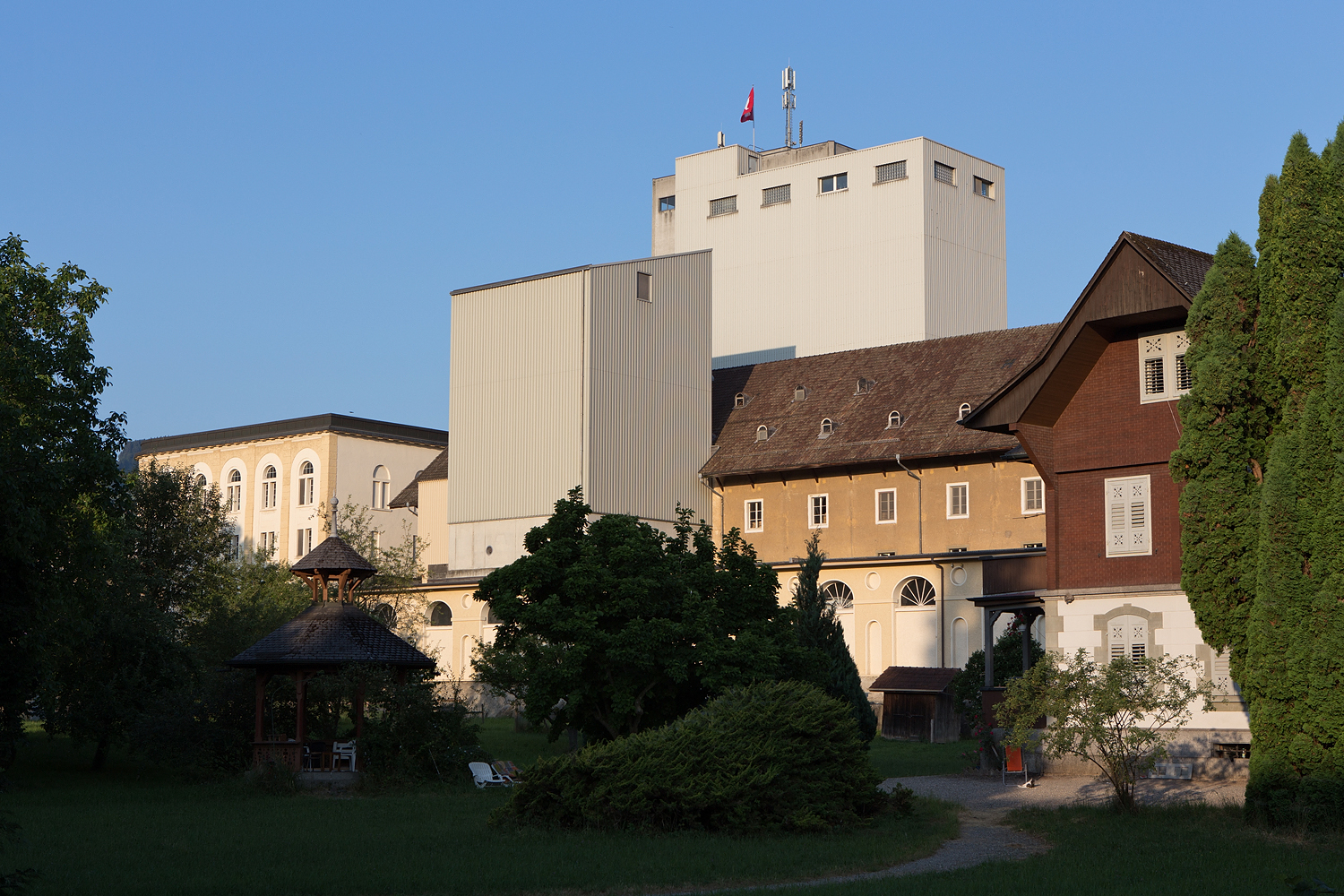
Neumühle
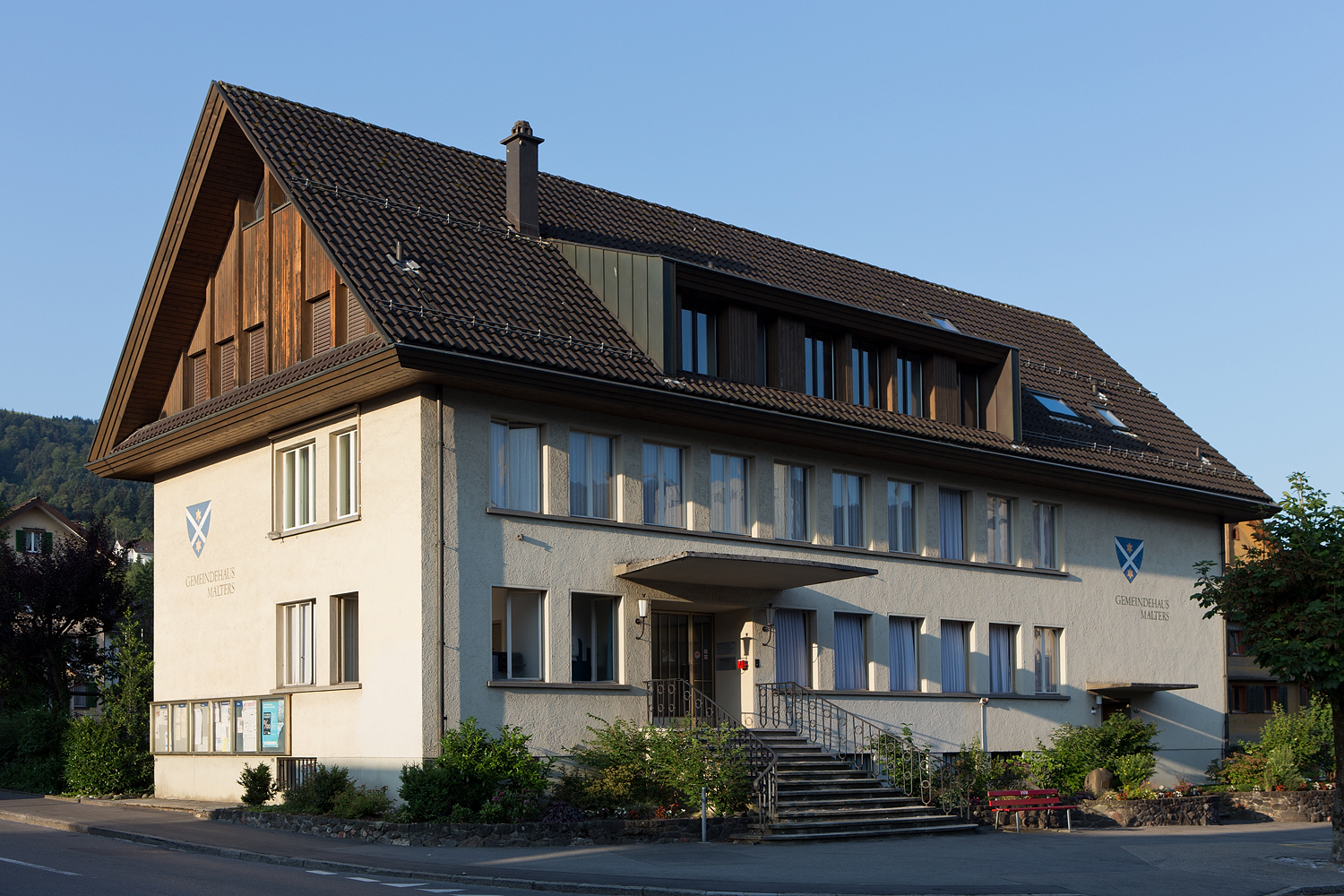
Altes Gemeindehaus
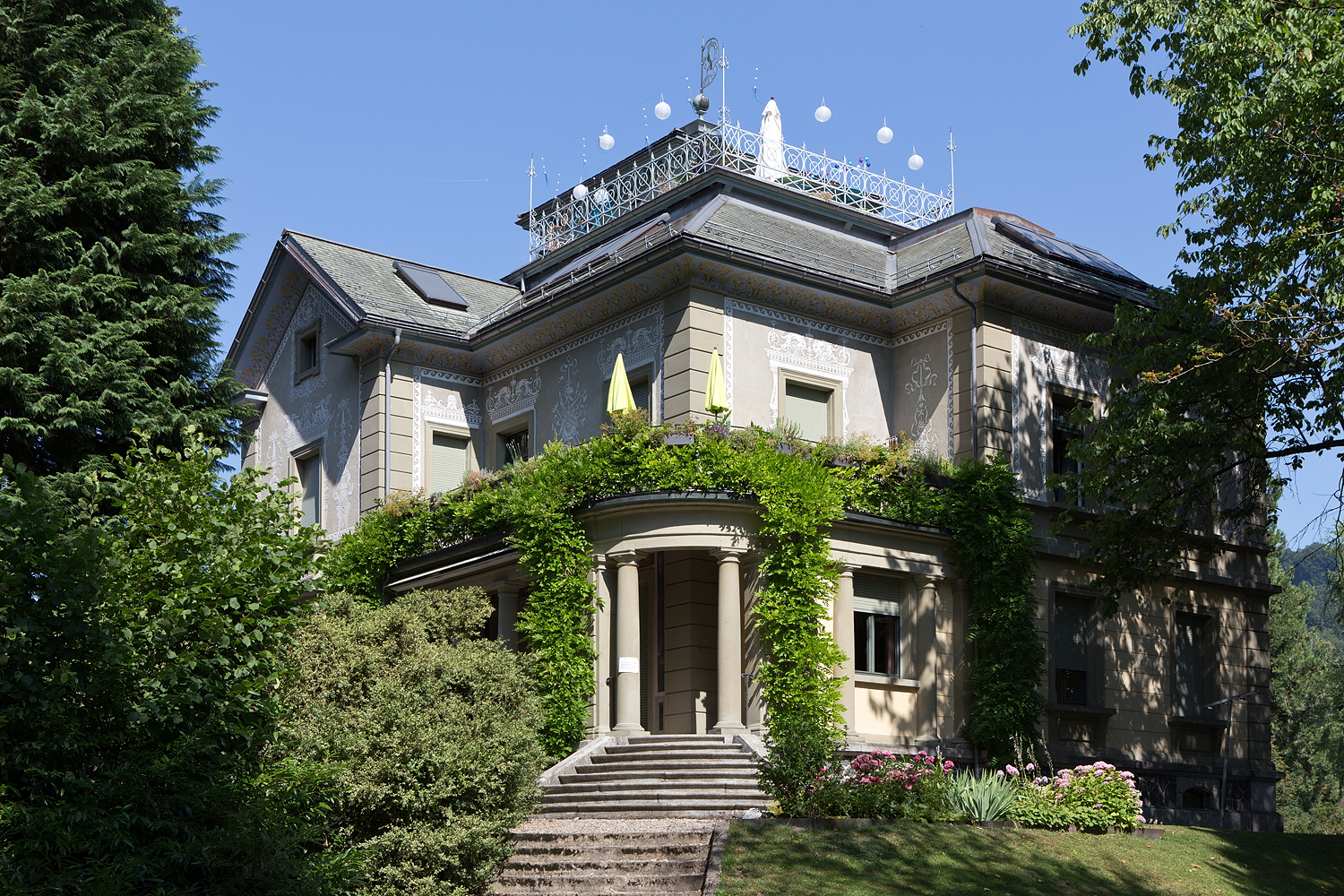
Villa All’Aria
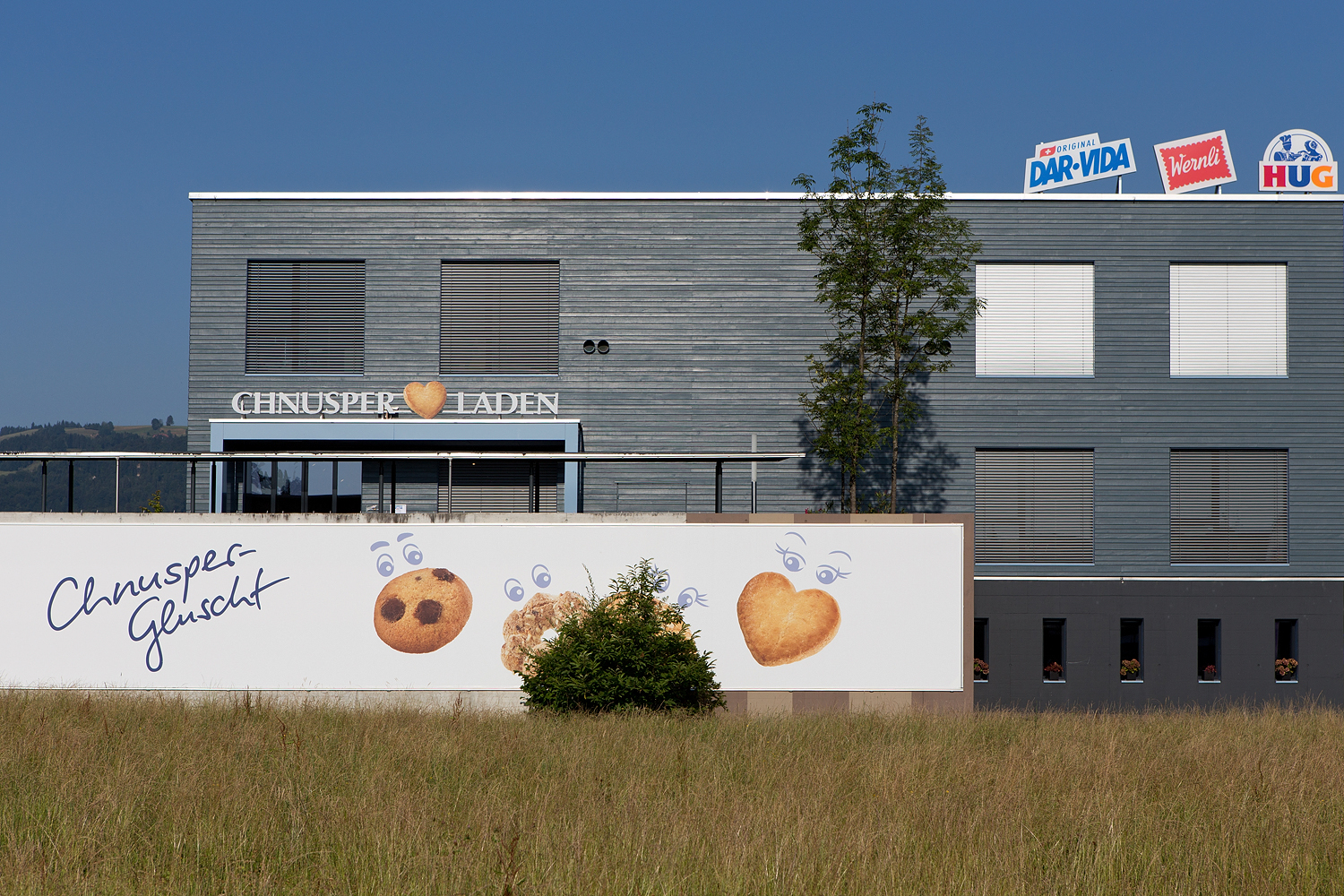
Zwieback- und Biscuitfabrik Hug
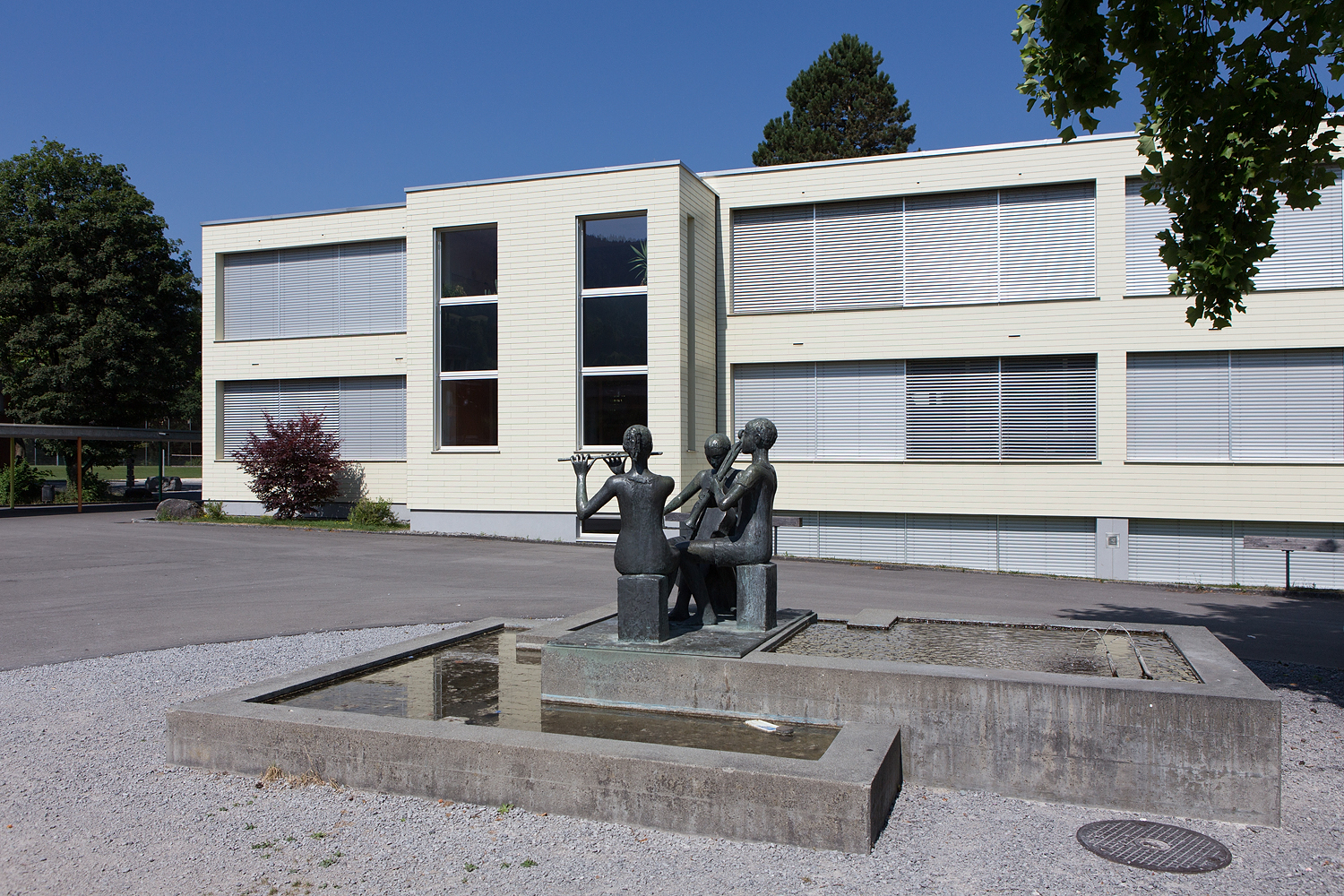
Schulhaus Muoshof
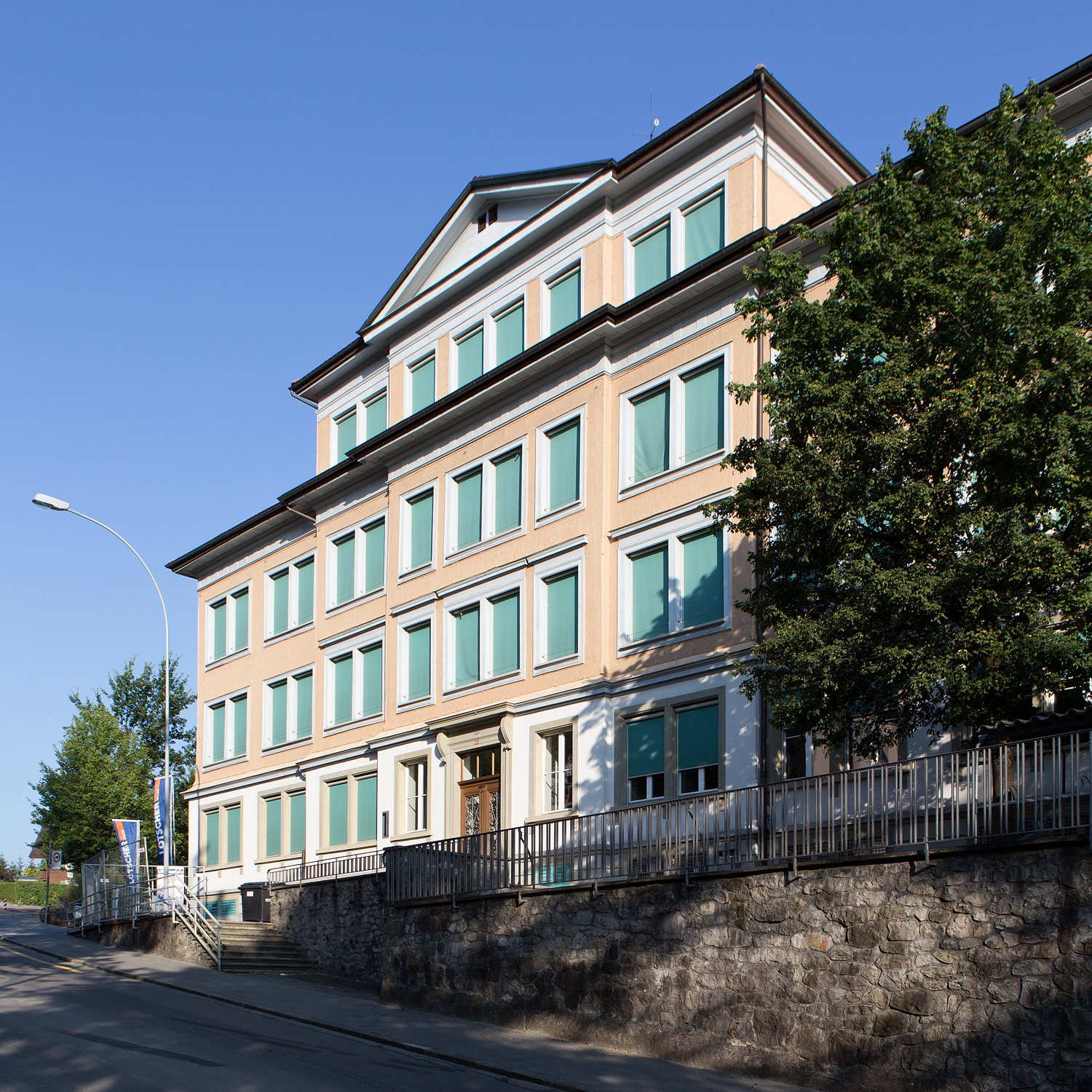
Schulhaus Bündtmättli 1
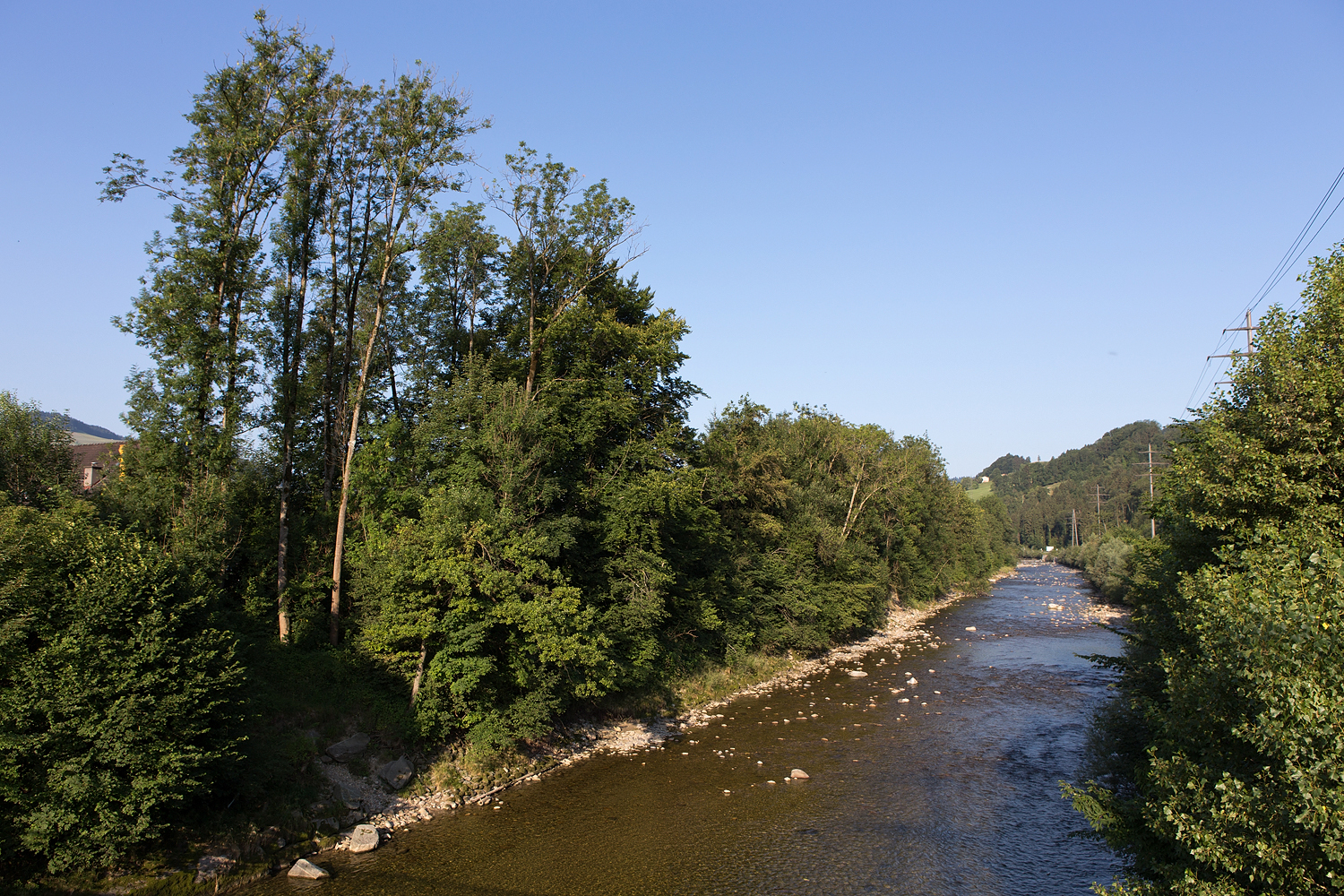
Kleine Emme
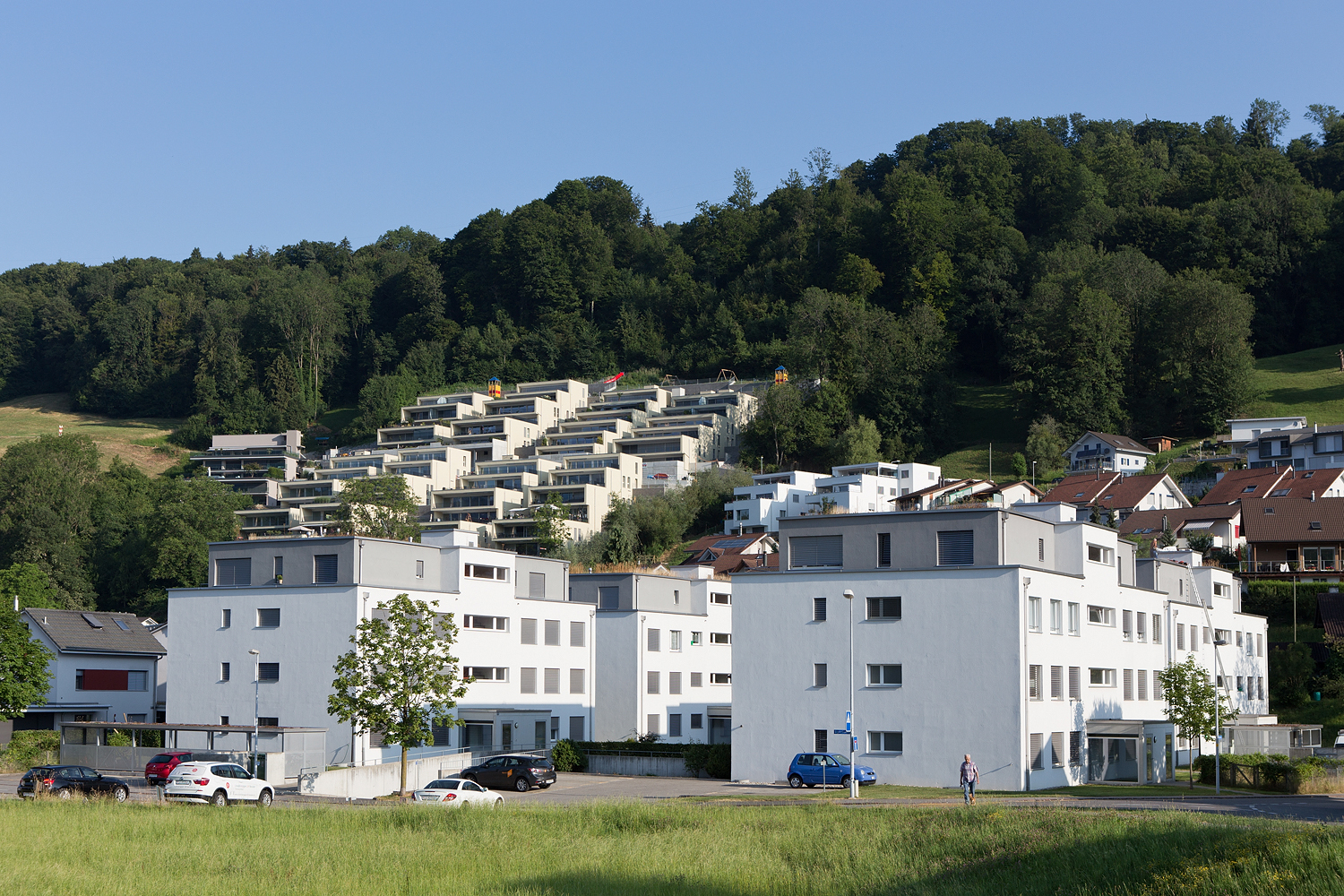
Terrassensiedlung Sonnenrain